# アメリカ合衆国における携帯電話
本稿ではアメリカ合衆国における携帯電話（アメリカがっしゅうこくにおけるけいたいでんわ）について解説する。

## 歴史
アメリカ合衆国では第二次世界大戦において、軍隊で無線電話機を用いた。この技術を民間転用して、Mobile  Telephone Service (略称: MTS) という移動電話サービスが、1949年から提供された。MTSは、VHFバンド (152 MHz - 159 MHz) による無線電話で、両側の話者による同時通話はできず、また直接相手の電話番号につなぐことはできず、一旦電話交換手につないで、交換手が通話先番号につなぐシステムであった。1964年には、MTSを改良して、交換手を介さずに直通通話ができるようにしたImproved Mobile Telephone Service (略称: IMTS) が開発されて、MTSを置き換えた。IMTSでは、UHFバンド (450 MHz - 460 MHz) も使用された。IMTSは後に改良されて、全二重通信が可能になった。これらは、今日の携帯電話技術の要であるセルラー技術をベースとしたものではないので、0Gあるいは、プリ1Gなどと呼ばれる事がある。
現在の携帯電話のルーツとなる、セルラー技術をベースとした携帯電話開発が進んだのは、1970年代の事である。1974年には、連邦通信委員会 (以降、FCCと記す) は、携帯電話用に、800 MHz帯に2事業者枠で帯域を設定した。後に、この帯域は、セルラーバンドと呼ばれることになる。更に、1978年にAT&Tとモトローラの2社に携帯電話の実用化のための実験がアメリカ政府から許可され、それにより携帯電話技術を完成させることが出来た。最初の商用サービスが始まったのは、1983年11月のことである。この携帯電話は、アナログ携帯電話で、使われている技術規格は、AMPSという。世代的には、第一世代で、1Gと呼ばれる。
1993年には、FCCは、セルラーバンドだけでは需要を賄えないと判断し、1900 MHz帯に6事業者枠で帯域を設定した。このバンドは、PCSバンドと呼ばれる。1994年より、これらの周波数は、オークション方式で、事業者に順次、落札された。当時、携帯電話技術は、アナログからデジタルに進展しており、PCSバンドで携帯電話に参入した事業者のほとんどすべてが、アナログ携帯電話技術を選ばず、デジタル携帯電話 (第二世代携帯電話) でサービスを始めた。
1999年以前は、全米を一社でカバーできる事業者は、AT&TワイヤレスとスプリントPCSだけであったが、1999年以降は、携帯電話事業者同士による巨大合併が相次ぎ、2000年代に、ベライゾン・ワイヤレス、AT&Tモビリティ、T-Mobile US、スプリントの四社構造に収束していった。2020年に、T-Mobile USが、スプリントを吸収合併してT-Mobileとなり、2021年現在は、全国規模の事業者は、ベライゾン・ワイヤレス、AT&Tモビリティ、T-Mobileの三社となった。
アメリカでは携帯電話を「cell phone」という。

## 周波数とそのライセンス
アメリカ合衆国では、FCCが全国を数百の地域に割って、それぞれの地域毎の周波数ライセンスを発行している。これらは通常、FCC主宰の周波数オークションで通信事業者に落札される。この為、周波数ライセンス取得にかかる費用は巨額で、2006年にT-Mobile USAが3G用に全国で周波数ライセンスを取得するのにかかった費用は、約40億ドルと言われている。また、一つの事業者が一つの地域でもてる周波数帯域には上限があり、地域独占することはできない。合併などである地域で上限を越える周波数帯域を保持することになった場合、FCCは合併承認の条件として、上限を越えている部分のライセンスについて売却処分を求めるのが通例である。携帯電話の周波数としては、1974年に800 MHz帯 (セルラーバンド)、1993年に1900 MHz帯 (PCSバンド)、2006年に1700/2100 MHz帯 (AWSバンド)、2008年に700 MHz帯が、FCCにより割り当てられた。

## 通信方式
通信方式の選択は、通信事業者の問題で、FCCは、原則として介入しない。現在は、CDMA (cdma2000) 陣営のベライゾン・ワイヤレス、スプリントとGSM (W-CDMA) 陣営のAT&Tモビリティ、T-Mobile USがほぼ拮抗している。FCCがセルラーバンド事業者には、アナログサービスの継続サポートを要求していたので、アナログ方式のAMPSが広くサポートされていたが、この条件は、2008年2月に期限が切れ、それとともに、アナログ方式は事業者によって、程なく廃止された。

### 第二世代
1990年代になって、デジタル方式の第二世代携帯電話 (2G) の導入が始まったが、アメリカでは、事業者によって、選択が別れ、CDMA,GSM,IS-136,iDENと複数の互換性のない規格が並立した。GSMは、世界でもっとも普及した2G方式であるが、北米では、セルラーバンドとPCSバンドに合わせて、周波数をずらして導入されたので、欧州仕様の端末は、そのままでは周波数が合わなくて使えないことになった。CDMAとGSMは、第三世代携帯電話 (3G) への移行パスが存在したが、IS-136,iDENについては、移行パスがない為、IS-136を採用した事業者は、やがて、ネットワークをGSMかCDMAに張り替える事になった。CDMA,GSMの2つの方式は、現在でも、アメリカでサービスされている。但し、AT&Tモビリティは、2016年末で、2Gサービスを終了した。

### 第三世代
第三世代携帯電話 (3G) の導入は、2002年ごろから各社で進んで、2010年ごろに全国展開は完了した。3Gでは、世界共通周波数として、2100 MHzが設定されたが、歴史的経緯により、北米ではこの帯域は空いておらず、当初はセルラーバンド (850 MHz) やPCSバンド (1900 MHz) で導入された。通信方式は、CDMA2000とW-CDMAである。2021年現在、3Gサービスの終了は近づきつつあり、多くの事業者では、VoLTEをサポートしない端末の販売は停止されており、アクティベーションも出来ない事が多い。

### 第四世代
スプリント・ネクステルが2008年9月に、WiMAXをボルチモアでサービスインしたのを皮切りに、各社が、4Gと称する高速データ通信サービスを競っているのが、2018年の現状である。スプリントはWiMAXを推進していたが、その後、方針転換して、WiMAXのサービスは2016年3月末で終了した。使用されている通信方式は、事業者によって異なるが、LTEとHSPA+である。各社の4Gについては、それぞれの事業者の頁を参照されたい。

### 第五世代
ベライゾン・ワイヤレスは、2019年4月3日に、シカゴとミネアポリスの一部で、5Gネットワークサービスを開始した、と発表した。発表の時点で使える端末は、モトローラz3だけで、この機械にさらに別売りの5G moto modというピギーバックアダプターを装着する必要がある。ベライゾンによれば、サービス区域内では平均450 Mbps、ピーク性能で1 Gbps近いダウンロード速度が期待できるという。

## 端末
携帯電話技術が統一されているEU圏と異なり、アメリカでは事業者ごとに周波数および通信方式が異なる。かつてはCDMAの2大オペレータはいずれもR-UIMを採用していなかったので、CDMA端末は事実上そのオペレータ専用端末となっていた。また欧州ほど極端にプリペイド端末の比率は高くない。2012年以前のスマートフォンの普及以前は、アメリカでは男性の場合ホルスターにフィーチャーフォンをつけて歩いている姿が見られた。2010年以降は、AppleのiPhoneに代表されるスマートフォンが急速に普及した。市場調査会社Statistaによる人口あたりのスマートフォン浸透率国際ランキングの2019年データでは、アメリカは世界3位で79.1%の浸透率である。

### メーカーのシェア
市場調査会社StatCounterによる2021年1月のアメリカでの端末メーカー別シェアは、アップル:61.47%、サムスン電子:23.8%、LGエレクトロニクス:4.24%、モトローラ:3.15%、Google:2.37%となっている。
日系のメーカーは、かつては、デンソー、NEC、パナソニック、東芝、三菱電機、日立製作所、NECカシオモバイルコミュニケーションズ、シャープなどがUS市場に製品出荷していたが、いずれも撤退を余儀なくされ、現在残っているのは、キョーセラ・ワイヤレス（旧クアルコムのハンドセット部門と旧三洋電機のスプリント向け携帯電話部門を引き継いだもの）、ソニー・モバイル（ソニー・エリクソンを買収）だけである。

### ハイエンドからスマートフォンへ
iPhone以前は、アメリカでも、日本と同じようにハイエンドのフィーチャーフォンが、各事業者の携帯電話のフラグシップであった。しかし、周波数ライセンスの獲得コストが高いため、日本の携帯電話事業者のように超高額の販売奨励金を端末につけて卸すというわけにはいかないので、アメリカのハイエンド端末は日本のハイエンドより1段か2段程度下であった。例としては、2004年の発売で、後に世界的なベストセラーとなったモトローラRAZR V3は、2.2インチ QCIF+ (176x220) のTFT液晶搭載であったが、当時の日本のハイエンド機は、QVGA (240x320) 液晶搭載が多かった。iPhoneおよびAndroid機の発売を契機として、2010年前後を境に、急激にスマートフォンへの需要シフトがおこり、従来型ハイエンド機の販売は、大幅に下降線をたどることになった。各事業者の携帯電話のラインアップもスマートフォン中心となり、従来型ハイエンドフォンは、あまりモデルチェンジされなくなるか販売リストから落ち、普及型フィーチャーフォンは、基本サービスのみが必要な顧客の為にラインアップに残されることになった。
iPhoneとアンドロイド機の普及以前は、ビジネスユーザーの定番としてBlackBerry、カジュアルユーザーにT-Mobile Sidekickがメッセージ端末として、一定の支持を受けていたが、新型スマートフォンが普及するにつれて、これらの機種は、販売不振を起こすようになった。Sidekickでは、2009年10月に、ユーザーデータロスを伴うサーバー事故が起き、2011年5月には、DangerベースのSidekickのサービスが停止された。
2007年の発売以来、長らくAT&Tモビリティの独占販売であったiPhoneは、2011年2月よりベライゾン・ワイヤレス、2011年10月からは、スプリント・ネクステルでも販売が開始された。さらに、2013年3月には、これまで全国規模の事業者で唯一iPhoneの取り扱いがなかったT-Mobile USAも、2013年4月からiPhoneの販売を始めることを発表し、すべての全国規模事業者が、iPhoneを販売することになった。

### ローエンド
ローエンドには、大きく分けて2つのタイプがあり、一つは事業者が、通話とSMSだけでよいというポストペイドの顧客に用意しているもの。もうひとつは、プリペイド用のモデルである。後者のタイプは、今でも、モノクロ液晶のものが存在する。前者のタイプは、液晶は、カラーであるが、サイズはQCIF+程度で、カメラ未搭載、または30万画素クラスのカメラが搭載されているものなどがある。こういった機種を、事業者でポストペイド契約すると、端末費用は実質的に無料になる事が多い。

## サービスと料金

### 主な事業者
全国レベルでサービスを提供する事業者は、AT&Tモビリティ、T-Mobile、ベライゾン・ワイヤレスの3社。2020年にスプリントは、T-Mobileに吸収合併されて消滅。
| 事業者名         | 通信技術                   | 加入者数 (百万人) | レガシーサービスの停止予定                                                                                  | 備考 |
| ---------------- | -------------------------- | ----------------- | --- | --- |
| AT&T Mobility    | W-CDMA LTE 5G              | 176.7             | 3Gを2022年2月に停止予定。VoLTEをサポートしない端末のアクティベーションはできない。                          | 親会社の合併により、シンギュラー・ワイヤレスから改名した。2011年にT-Mobile USAの買収を発表するが、司法省の反訴で撤回。2014年3月に、フラットレートのCDMA事業者リープ・ワイヤレスの買収を完了。 |
| T-Mobile         | GSM W-CDMA LTE cdma2000 5G | 100.4             | 正式アナウンスはない。cdma2000端末およびT-MobileのVoLTEをサポートしない端末のアクティベーションはできない。 | ドイツテレコム (独) の子会社。2020年4月にスプリントを吸収合併。現在、ネットワーク統合が進行中。                                                                                               |
| Verizon Wireless | cdma2000 LTE 5G            | 120.3             | 2022年12月31日で終了予定                                                                                    | 2013年9月に、ベライゾン・コミュニケーションズが、ボーダフォン保有株を買取り、ボーダフォンとの合弁を解消。                                                                                     |

### 契約サービス (ポストペイド・プラン)
日本では、３大事業者のいずれもが、1100円前後の通話とSMSだけの従量制ミニマムプランを提供しているが、アメリカの三大事業者では、そのような低額プランは存在しない。多くの事業者でポストペイドプランの最低クラスは、$30程度する。さらに、地方自治体によっては、携帯電話サービスをターゲットとした税金が課されることがある。ただし、それらのプランには、国内通話と国内SMSについては無制限か、相当に長い (200分以上の) 無料通話と無制限SMSと500MB程度のデータ通信が付くことが多い。そのため、通話時間を気にする必要があまりないので長電話が可能であり、スーパーマーケットなどで自宅の家族と携帯電話で買い物の相談を長々としている光景がよく見られる。
データ通信は、無制限と容量制限のものがある。当然、容量のおおいものや無制限は、その分高価である。
国土の広大なアメリカでは、契約事業者の電波がない空白区は多数存在するので、端末のエア・インタフェースと周波数が合えば、ローミング利用出来る事が多い。ローミング利用は、契約事業者の定額利用料金には含まれず、従量課金されるのが普通である。
アメリカでは、FCCが911ルール (緊急通信) を定めていて、たとえポストペイド契約が切れていたり、クレジット残がないプリペイド契約でも、911コール (日本の110番通報に相当) は出来ることになっている。

### プリペイド・サービス
大手三社はもちろん、トラックフォン (ベライゾンワイヤレスが買収手続き中)、ブーストモバイル、H2Oワイヤレス (KDDIの子会社) などのプリペイド専業事業者も仮想移動体通信事業者として存在する。契約プラン (ポストペイド) では、クレジットヒストリーによる審査が必要な所がほとんどであるが、プリペイドの場合は、簡単な身元チェックだけでサービスを購入する事ができるので、旅行者でもスーパーマーケットなどで簡単に購入できる。電話機は、事業者により、持ち込みを認めるケースと認めないケースがある。通話時間あたりのコストはポストペイドに比べて割高であるが、通話が少ない人の月間費用は少なくなる。電話番号を維持するためには、一定期間内に、クレジット（プリペイド・アカウント内の使用残）を積むことが必要。

### モバイルTV
モバイルTVについてはベライゾン・ワイヤレスとAT&T MobilityがMediaFLO方式のサービスを行っていたが、ベライゾン・ワイヤレスは2010年11月に、AT&Tモビリティは2011年3月にそれぞれサービスを終了した。

### 解約
一般的なポストペイド契約は、日本と同じく、2年なり1年なりの縛りがついていることが多い。契約満了以前の解約には、早期解約費用 (Early Termination Fee) が必要である。かつては、残期間の長さにかかわらず、かなりの解約費用が必要であったが、現在では、残期間の長さに解約費用が比例することが多い。また、日本では、契約期間満了後の1ヶ月だけが、解約費用を免れる期間という商慣習が三大事業者で行われているが、アメリカでは、契約期間を満了すると、コントラクトレスの毎月更新の状態に移行できる事業者が多い。 尚、T-mobileなど、端末の分割支払いがない限りは縛りを完全に廃止し、それを売りにしている事業者も存在する。（分割支払いがある場合でも残金を決済することで違約金なしに解約可能。）

### 米国内でのローミングと、カナダとのローミング
国土が広大であるため地図の上ではサービスがまったくない区域が多数存在する。通信方式・周波数があえばローミングサービスが使えるのが一般的である。カナダとは技術仕様がほとんど同一なためローミングサービスでアメリカの端末が使える。

### 日本人を対象にした携帯電話サービス
KDDIモバイル、NTT DOCOMO USA,Inc.、ハナセルがある。

## 日米間での相互運用性について

### 米国での日本仕様電話機の利用
- 日本仕様の電話機といえども、W-CDMAとGSMのデュアルモード機はかなりある。GSMをサポートしている場合は米国で使える可能性がある。
- 米国のGSMは、850 MHzと1900 MHzである。北米以外のGSMは、900 MHzと1800 MHz。全国規模の事業者は、T-Mobile US。
- 米国のW-CDMAは、全国規模の事業者としてはAT&TモビリティとT-Mobile USが手がけており、AT&Tモビリティが850 MHz (Band V) と1900 MHz (PSC1900帯/Band II)、T-Mobile USがAWS帯 (Band IV又はX) と1900 MHzでのW-CDMAが利用可能である。
- 日本のdocomoとソフトバンクモバイルのW-CDMA/LTE、KDDIのLTEは2100 MHz (Band I) を含むが、この周波数は米国ではサービスされていない。(IMT-2000のコアバンドであり米国以外の殆どの国が導入しているが、歴史的事情によりバンドプランが北米大陸だけ異なる為)
- iPhone 4(GSM版)のようにW-CDMA,GSMの両方でクワッドバンド対応の場合は、米国だけでなく世界中で問題なく使える。
- 一部の日本仕様電話機は (海外メーカーを中心に) AT&Tモビリティの850 MHz、1900 MHzのW-CDMAで使えるものがある。T-Mobile USのAWS帯に対応する端末は、日本で発売されている端末ではiPhoneシリーズ (5s/5c以降) やHuawei P10シリーズ以降等が対応し、特に海外系SIMフリー機での対応が非常に増えている (2018年現在)。また T-Mobile USは、1900 MHzで、W-CDMA/HSPA+をサービスしているので、そちらも利用できる場合がある。
- 日本の事業者のSIMカードを使う場合は、現地の事業者とのローミングアグリーメントが成立している事が必要。この場合 日本の電話番号が使えるが、(ソフトバンクのアメリカ放題を除き) 国際ローミングなので通信料金は高い。
- ソフトバンクのアメリカ放題サービスはSprintが関連会社として提携している為、現地の電話機のような使い勝手で定額又は無料通話、通信が行える。（現地の電話番号は発行されないので、現地の一般電話からの着信は国際電話となる）2020年3月7日から以下のネットワークに拡大され、iPhone以外の使用も可能となった。（データローミングはONとするように改定された。社名はSoftbank社サイトでの表記とする）
  - Sprint
  - AT&T
  - T-Mobile USA
  - Union
  - CLARO PUERTO RICO（英語: Claro Puerto Rico）

- エアインタフェースのあう日本仕様電話機をアンロックして、米国事業者のSIMカードを挿入して使うことも原理的には可能であるが、基本的に、(米国周波数帯のサポートを公式に出しているグローバル機以外は) メーカーが国外でほとんどテストしていない機械なので、それなりのリスクがある行為という認識が必要。 (欧州と違って契約と端末が日本の三大事業者同様にセットであり、携帯電話の持ち込み利用が事業者から推奨されてなく、普及していない為)
- KDDI向けCDMA機は、全て米国のCDMAで使えない。グローバルパスポートCDMAサービスが2018年3月31日で終了した為。

### 米国での日本のSIMカードの利用
日本の、KDDIのR-UIMカードまたは、ドコモ、ソフトバンクモバイル、楽天モバイルのUIMカードと、US仕様のアンロック携帯電話でSIMカード対応のものを使うこと (プラスティックローミング) は原理的には可能である。この場合、国内の電話番号がそのまま使えるが国際ローミングになるので通話コストは非常に高価である。

## 安全保障上の懸念から中国製品排除へ
2012年10月に、US下院インテリジェンス委員会は、HuaweiとZTEによる安全保障上の問題について調査レポートをまとめた。このレポートでは、両社が調査に協力的でなく必要な資料を提供せず、更にレポートの非公開部分に含まれる事実より、両社の製品による国家安全保障に及ぼす影響は否定できないとして、連邦政府のシステムでは両社の製品を排除すべき、と勧告している。
2013年のソフトバンク (Huawei製品を多数使用している) によるスプリント買収計画は、対米外国投資委員会 (CFIUS) のレビューを受け、連邦政府の買収承認の条件として、ソフトバンクは、2016年末までにHuaweiの製品をスプリント,Clearwireのネットワークから除去し、将来のスプリントの機器選定にあたって連邦政府が拒否権を持つことを認める、と報じられている。
2018年8月には、トランプ大統領は、2019年の国家防衛権限法 (National Defense Authorization Act)にサインしたが、この法律のセクション889では、明確にHuawei、ZTEおよびそれらの関連会社による通信機器を連邦政府のシステムから排除することが記載されている。